# Peugeot Exalt
La Peugeot Exalt Concept est un concept car du constructeur automobile Peugeot, dévoilé au salon automobile de Pékin 2014.

## Historique
Le 10 avril 2014, à quelques jours du salon automobile de Pékin et d'accords signés avec son partenaire chinois local Dongfeng Motor Corporation en vue de développement industriel en Chine, Peugeot dévoile son concept-car Peugeot Exalt. Elle sera l'inspiratrice de la Peugeot 508 II.

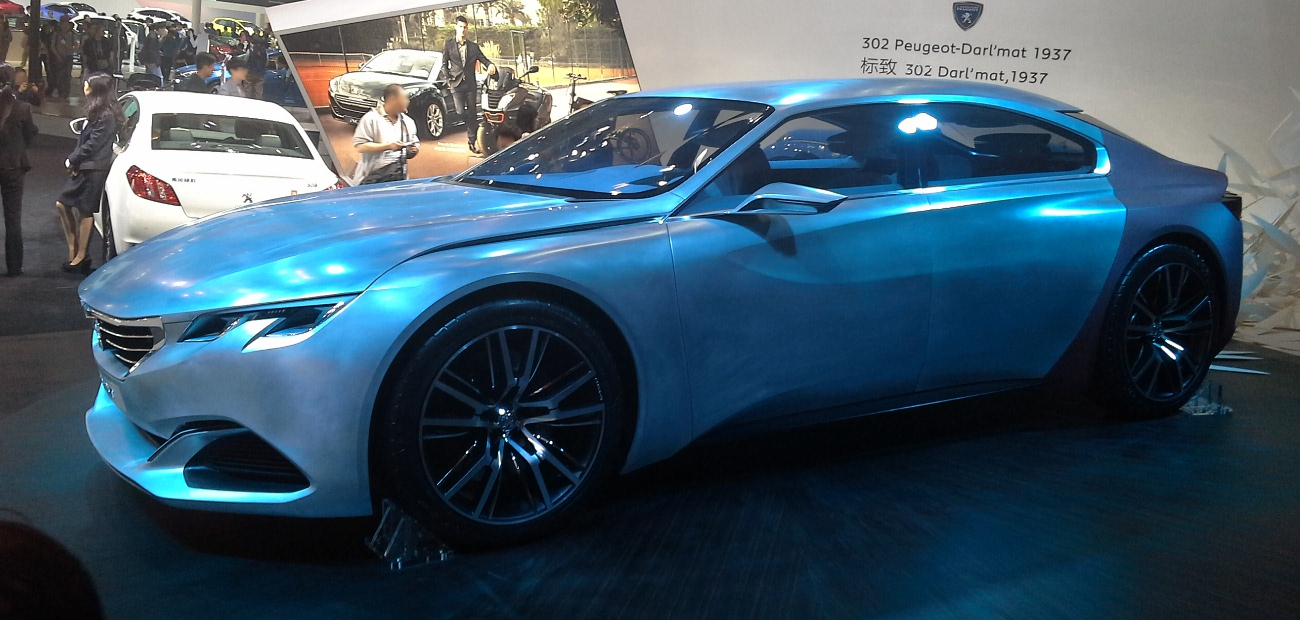
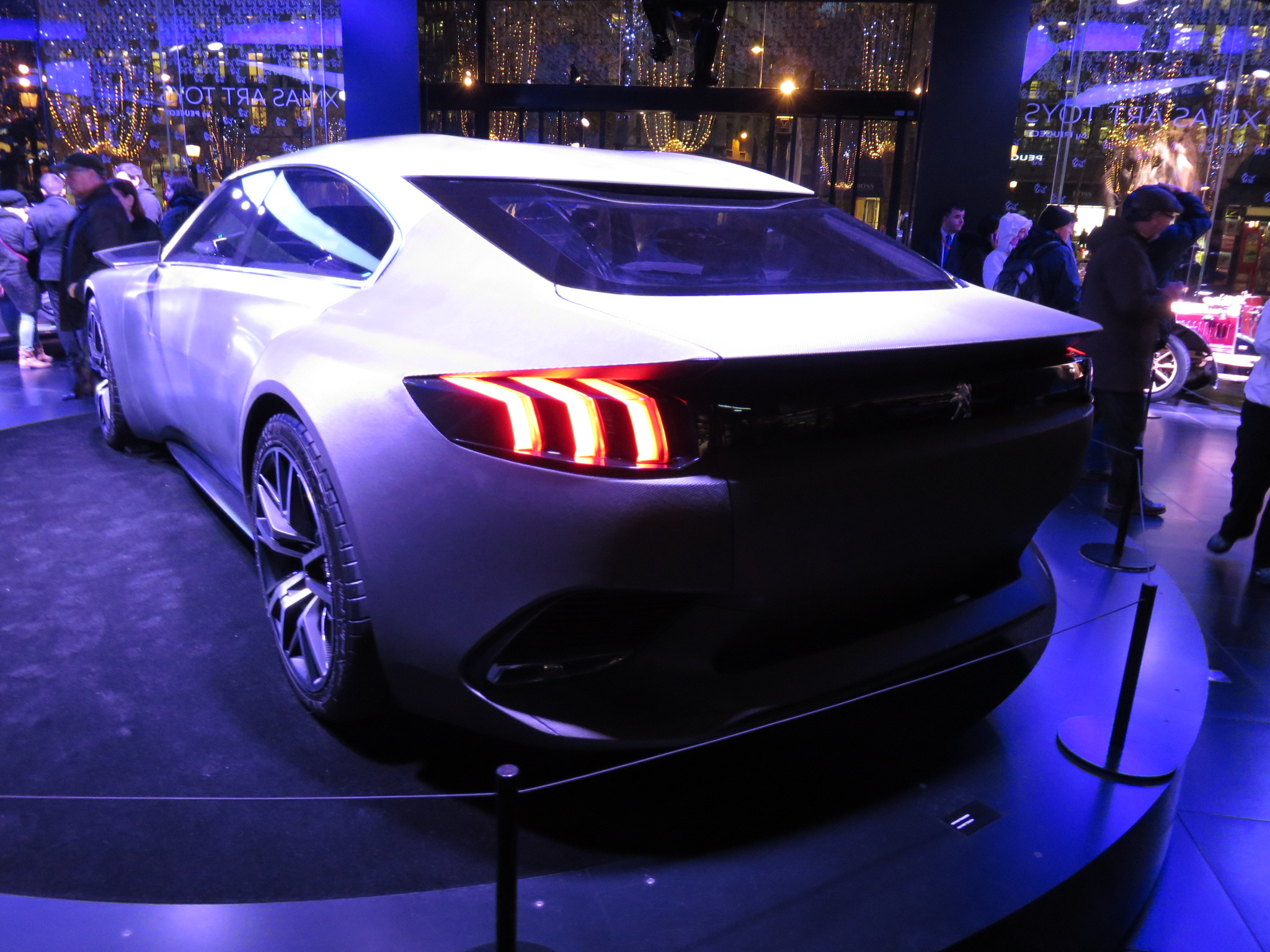
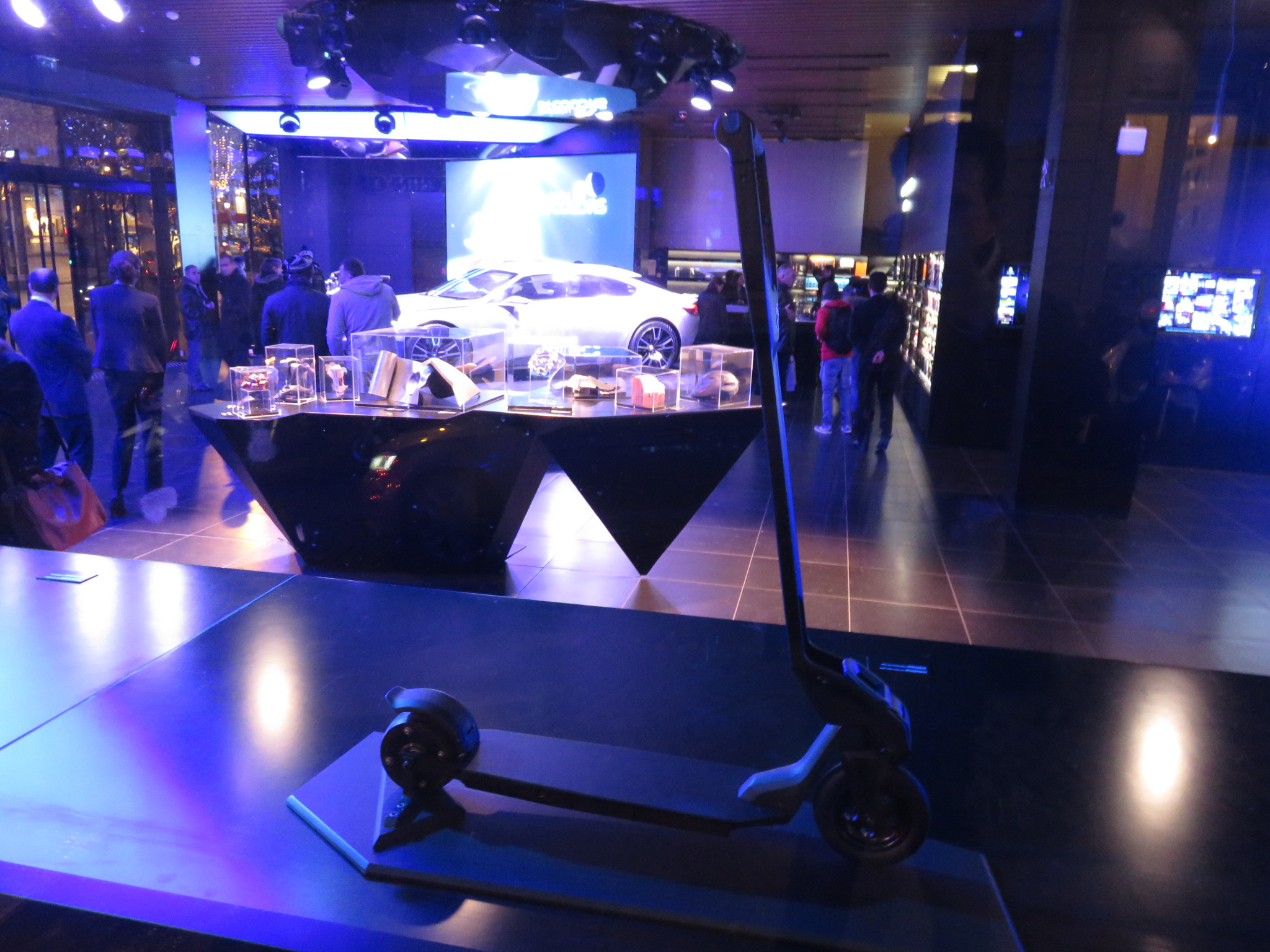
HYbrid-kick

Le logo Peugeot est positionné au milieu de la calandre comme pour la nouvelle version de Peugeot 408 (2014), modèle conçu spécialement pour le marché chinois. Le Lion emblème de la marque symbolise, dans la culture chinoise, la puissance et le prestige.

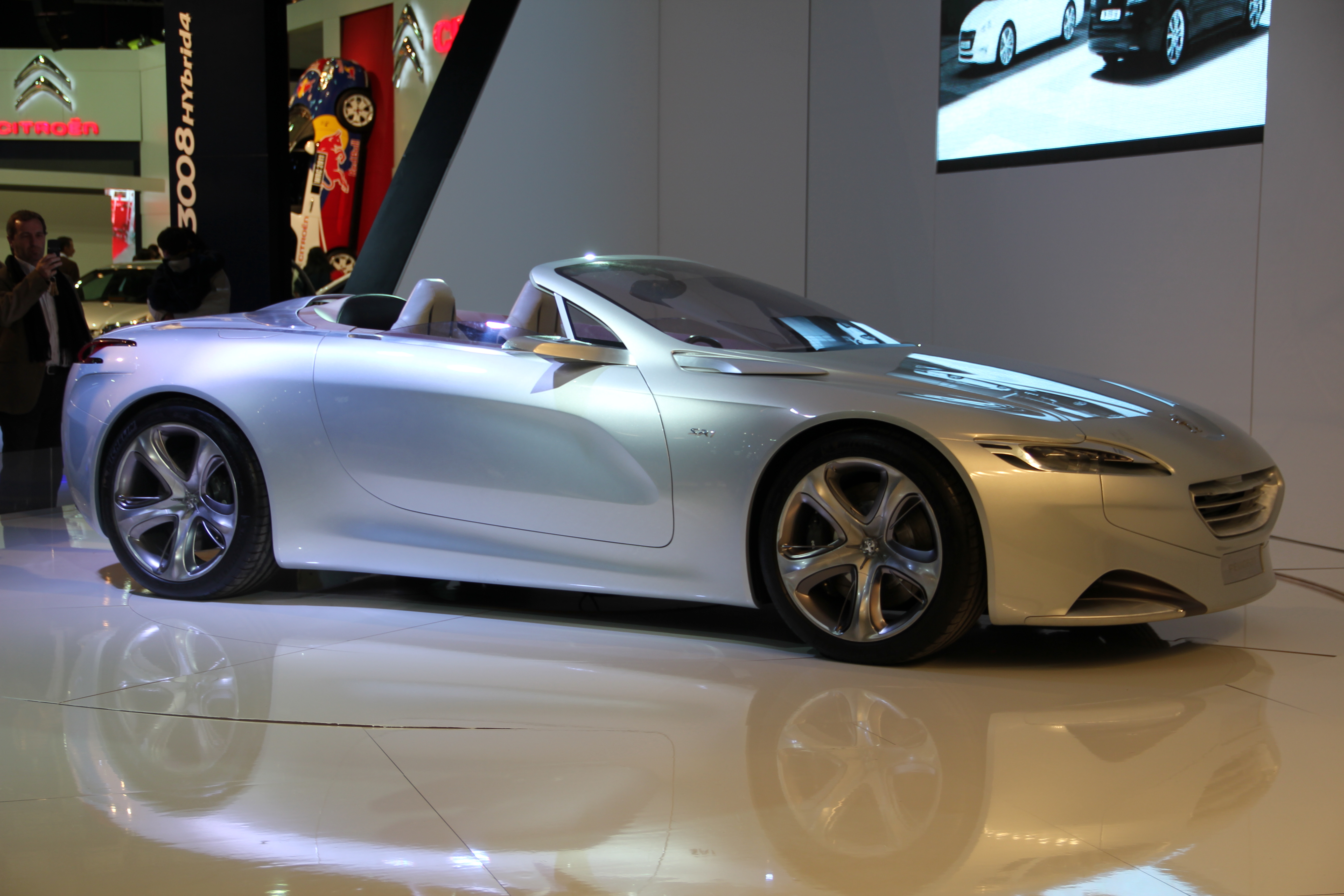
Peugeot SR1 2010
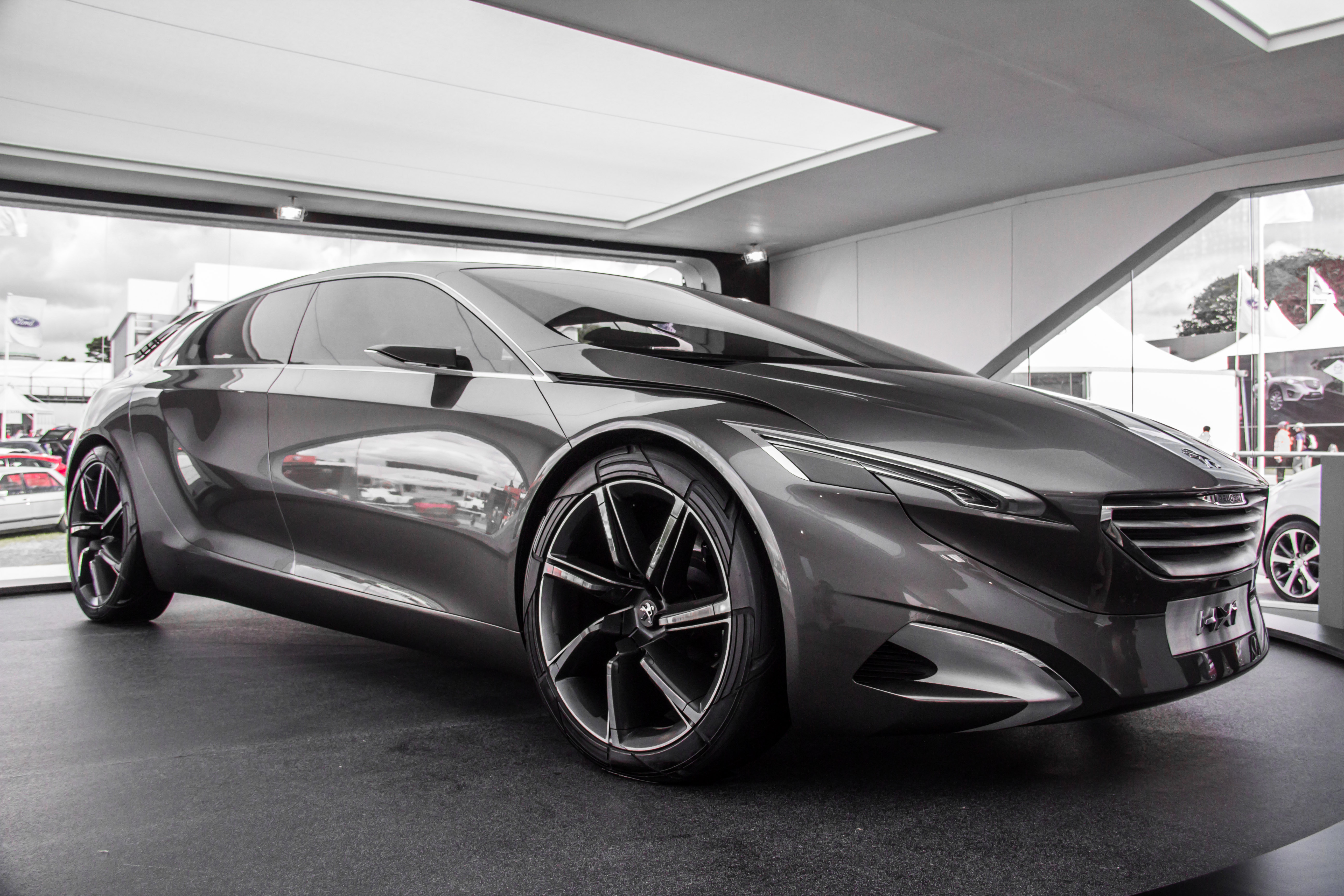
Peugeot HX1 2011
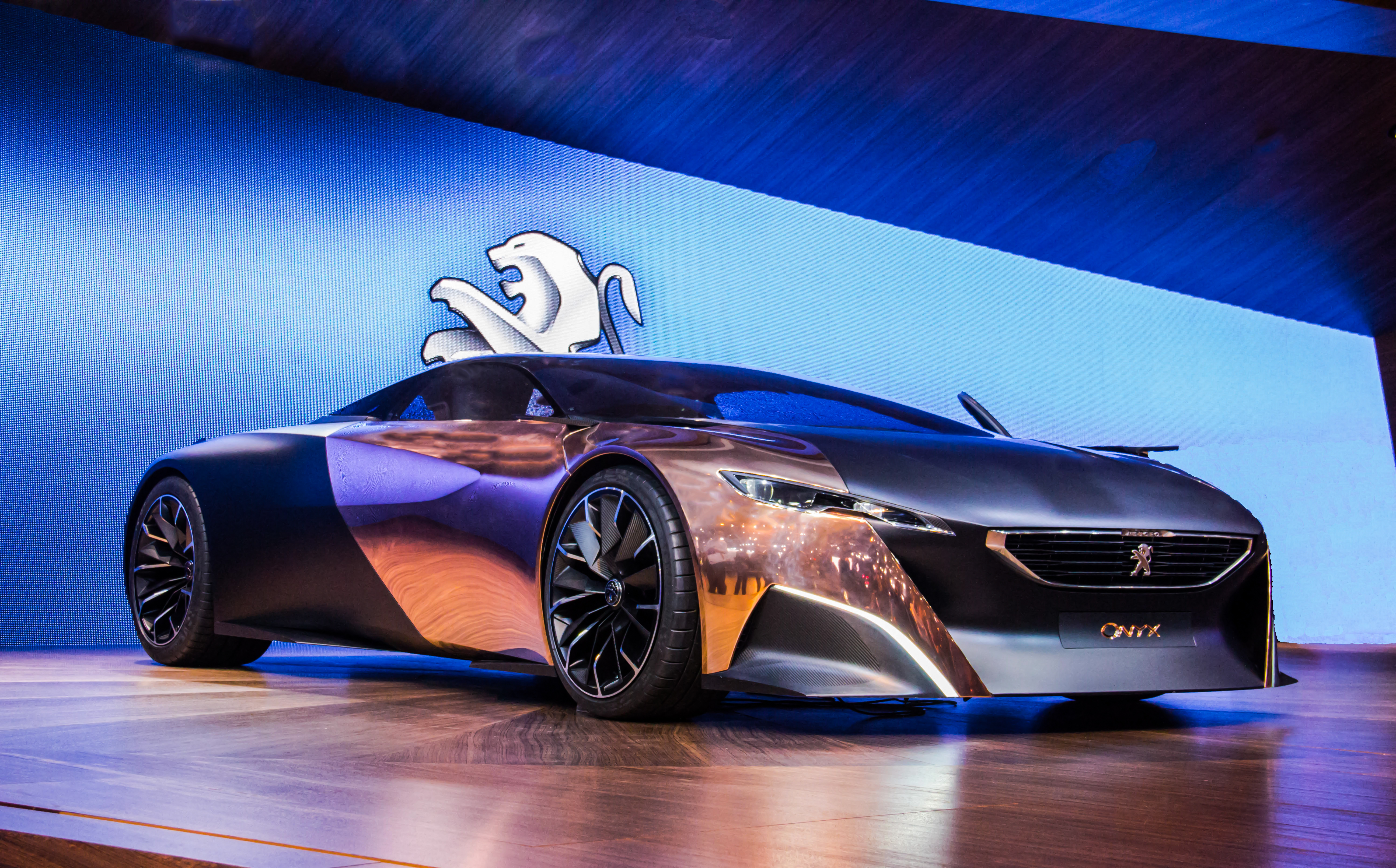
Peugeot Onyx 2012

Développé par les équipes de design de Jean-Pierre Ploué (directeur design du groupe PSA), et Gilles Vidal (directeur du style Peugeot), prototype amélioré des précédents concepts car Peugeot SR1 2010, Peugeot HX1 2011 et Peugeot Onyx 2012,  la Peugeot Exalt est un concept car berline coupé 4 portes + hayon (nouvelle catégorie de familiales concurrentes des Mercedes CLA, Mercedes-Benz Classe CLS, Audi A7, BMW série 4 GranCoupé, BMW série 6 GranCoupé, Volkswagen CC...).
En septembre 2014, la Peugeot Exalt Concept a participé au concours d'élégance du Chantilly Arts & Elegance Richard Mille.

### Carrosserie
Sa carrosserie est un mélange d'acier brut à l'avant, formée à la main par un maître artisan tôlier de la Carrosserie Lecoq, et de « textile efficient » baptisé Shark Skin, à l'arrière, inspiré par biomimétisme de la peau de requin, permettant un coefficient SCx aérodynamique remarquable de 0,6.
Son hayon arrière, à la cinématique innovante, donne accès à un HYbrid-kick (trottinette électrique pliable) intégrée sous le plancher du coffre.

### Habitacle
L'habitacle Peugeot i-Cockpit des Peugeot 208 et Peugeot 308 est habillé de matériaux originaux et audacieux : acier brut, textile chiné à base de laine naturelle, cuir patiné vieilli naturellement, tableau de bord « Newspaper Wood » réalisé à partir de journaux usagés recyclés, fibre de basalte à la place de fibre de carbone, ébène noir avec un motif mêlant un lion à des tiges et feuilles de bambou...
Il est équipé de lumière noire, de chambres anéchoïques pour la Hi-Fi, d'une climatisation automatique et d'un système de purification de l'air « Pure Blue » (diffusion de bactéricides et fongicides et filtre actif des composés organiques volatils et de particules fines de l'air)...

### Motorisation
Peugeot Exalt est équipé d'un groupe moteur Peugeot HYbrid4 plug-in essence-électrique de Peugeot SR1 poussé à une puissance totale de 338 chevaux. La technologie HYbrid4 plugin sélectionne instantanément le mode motorisation la plus adapté : essence, électrique ou hybridation essence-électrique avec : 
- Avant : moteur EP de Peugeot RCZ-R 4-cylindres 1,6 L essence THP (Turbo High Pressure) de 270 ch, développé par Peugeot Sport.
- Arrière : moteur électrique de 50 kW pour les phases de roulage électrique ou hybride, et de recharger la batterie par freinage récupératif.
- Boîte de vitesses automatique Aisin à six rapports
- Roues de 20 pouces